# Jürgen Osterhammel
Jürgen Osterhammel (* 1. Juni 1952 in Wipperfürth) ist ein deutscher Historiker; er war bis zu seiner Emeritierung Professor für Neuere und Neueste Geschichte an der Universität Konstanz. Er gilt als ein führender Vertreter der Globalgeschichte.

## Leben
Jürgen Osterhammel wurde als Sohn des aus Wuppertal-Elberfeld stammenden Physikers Kurt Osterhammel und dessen Frau Ilse, geb. Barth, in Wipperfürth geboren. Er besuchte die Hohe Landesschule in Hanau und studierte nach dem Abitur 1970 an der Universität Marburg die Fächer Geschichte, Politikwissenschaft, Germanistik und Philosophie. Seit 1974 war er Stipendiat der Studienstiftung des deutschen Volkes. Von Oktober 1976 bis Juni 1978 absolvierte er ein Postgraduierten-Studium am Department of International History, London School of Economics and Political Science. 1976 legte er das erste, 1981 das zweite Staatsexamen ab. 1980 wurde er bei Richard Lorenz an der Gesamthochschule Kassel mit der Arbeit Britischer Imperialismus im Fernen Osten. Strukturen der Durchdringung und einheimischer Widerstand auf dem chinesischen Markt 1932–1937 promoviert.
1982 bis 1986 war Osterhammel als wissenschaftlicher Mitarbeiter am Deutschen Historischen Institut London unter der Leitung von Wolfgang J. Mommsen tätig. 1986 bis 1990 arbeitete er als Akademischer Rat am Seminar für Wissenschaftliche Politik, Lehrstuhl Wilhelm Hennis, der Universität Freiburg im Breisgau. 1989 habilitierte sich Osterhammel in Freiburg mit der Schrift China und die Weltgesellschaft. Vom 18. Jahrhundert bis in unsere Zeit (Erstgutachter Ernst Schulin). Von 1990 bis 1997 hatte er eine Professur für Außereuropäische Geschichte an der FernUniversität in Hagen inne, 1996/97 war er Fellow am Wissenschaftskolleg zu Berlin. Anschließend lehrte Osterhammel bis 1999 auf dem Lehrstuhl für Geschichte der internationalen Beziehungen am Institut Universitaire des Hautes Études Internationales in Genf. Von 1999 bis März 2018 war er Inhaber des Lehrstuhls für Neuere und Neueste Geschichte an der Universität Konstanz. Seit 2019 ist er als Distinguished Fellow am Freiburg Institute for Advanced Studies (FRIAS) der Albert-Ludwigs-Universität Freiburg.
In seinem 2009 erschienenen Buch Die Verwandlung der Welt. Eine Geschichte des 19. Jahrhunderts legte Osterhammel eine Globalgeschichte des 19. Jahrhunderts vor. Das Buch wurde in Fachwelt und Öffentlichkeit insgesamt sehr positiv aufgenommen.
Zu ihrem 60. Geburtstag wünschte sich Bundeskanzlerin Angela Merkel einen Vortrag von Jürgen Osterhammel; er hielt den Festvortrag an diesem Tag. Osterhammel ist mit der Historikerin Sabine Dabringhaus verheiratet.

## Arbeitsschwerpunkte
Osterhammels Arbeitsschwerpunkte sind die europäische und asiatische Geschichte seit dem 18. Jahrhundert, die Geschichte der interkulturellen Beziehungen und Wahrnehmungen, Ideengeschichte, Geschichte und Theorie der Historiographie und Weltgeschichtsschreibung (global history) in Theorie und Praxis.

## Mitgliedschaften, Fellow-Aufenthalte und Ehrungen
- 1990: Preis des Verbandes der Historiker Deutschlands für hervorragende Leistungen des wissenschaftlichen Nachwuchses
- 1996/1997: Fellow am Wissenschaftskolleg zu Berlin
- 1999: Gleim-Literaturpreis der Stadt Halberstadt
- 2000: Ordentliches Mitglied der Berlin-Brandenburgischen Akademie der Wissenschaften
- 2001: Anna Krüger-Preis des Wissenschaftskollegs zu Berlin
- 2001/2002: Fellow-in-Residence am Netherlands Institute for Advanced Study (NIAS) in Wassenaar
- 2004: Ordentliches Mitglied der Academia Europaea[8]
- 2007/2008: Fellow der Carl Friedrich von Siemens Stiftung in München
- 2009: Geisteswissenschaften International: Preis zur Förderung der Übersetzung geisteswissenschaftlicher Literatur
- 2009: NDR Kultur Sachbuchpreis für das beste Sachbuch des Jahres 2009
- 2010: Leibnizpreis der Deutschen Forschungsgemeinschaft (DFG)
- 2010: Korrespondierendes Mitglied im Ausland der Österreichischen Akademie der Wissenschaften, Philosophisch-historische Klasse
- 2012: Mitglied der Leopoldina[9]
- 2012: Gerda Henkel Preis
- 2014: Sigmund-Freud-Preis für wissenschaftliche Prosa der Deutschen Akademie für Sprache und Dichtung
- 2014: Korrespondierendes Mitglied der British Academy[10]
- 2015: Mitglied der Accademia delle Scienze di Torino[11]
- 2017: Toynbee Prize[12]
- 2017: Pour le Mérite für Wissenschaften und Künste
- 2017: Abt Jerusalem-Preis
- 2018: Ehrendoktorwürde des Europäischen Hochschulinstituts Florenz[13]
- 2018: Balzan-Preis für Globalgeschichte[14]
- 2019: Großes Bundesverdienstkreuz mit Stern[15]
- 2023: Bayerischer Maximiliansorden für Wissenschaft und Kunst[16]
- 2025: Ehrendoktorwürde der Albert-Ludwigs-Universität Freiburg[17]

## Schriften (Auswahl)
Als Autor:
- Britischer Imperialismus im Fernen Osten. Strukturen der Durchdringung und einheimischer Widerstand auf dem chinesischen Markt 1932–1937 (= Chinathemen. Band 10). Studienverlag Brockmeyer, Bochum 1983, ISBN 3-88339-304-5 (Zugleich: Kassel, Gesamthochschule, Dissertation, 1980 u.d.T.: Britische Interessen auf dem chinesischen Markt (1932–1937)).
- China und die Weltgesellschaft. Vom 18. Jahrhundert bis in unsere Zeit. Beck, München 1989, ISBN 3-406-34099-7 (Zugleich: Freiburg, Universität, Habilitationsschrift, 1989).
- mit Jan C. Jansen: Kolonialismus. Geschichte – Formen – Folgen (= Beck’sche Reihe. 2002, Wissen). Beck, München 1995, ISBN 3-406-63980-1; 9., vollständig überarbeitete und aktualisierte Auflage, Beck, München 2021, ISBN 978-3-406-77341-9.
- Shanghai, 30. Mai 1925. Die Chinesische Revolution. Deutscher Taschenbuch-Verlag, München 1997, ISBN 3-423-30604-1.
- Die Entzauberung Asiens. Europa und die asiatischen Reiche im 18. Jahrhundert. Beck, München 1998, ISBN 3-406-44203-X.
  - englische Ausgabe: Unfabling the East: The Enlightenment's Encounter with Asia. Translated by Robert Savage. Princeton University Press, Princeton, N.J. 2018, ISBN 978-0-691-17272-9.
- Geschichtswissenschaft jenseits des Nationalstaats. Studien zu Beziehungsgeschichte und Zivilisationsvergleich (= Kritische Studien zur Geschichtswissenschaft. Band 147). Vandenhoeck & Ruprecht, Göttingen 2001, ISBN 3-525-35162-3.
- mit Niels P. Petersson: Geschichte der Globalisierung. Dimensionen – Prozesse – Epochen (= Beck’sche Reihe. 2320). Beck, München 2003, ISBN 3-406-48020-9.; 6., aktualisierte Auflage 2019, ISBN 978-3-406-73647-6.
- Liberalismus als kulturelle Revolution. Die widersprüchliche Weltwirkung einer europäischen Idee (= Stiftung Bundespräsident-Theodor-Heuss-Haus. Kleine Reihe. Band 13; = Theodor-Heuss-Gedächtnis-Vorlesung. 2003). Stiftung Bundespräsident-Theodor-Heuss-Haus, Stuttgart 2004, ISBN 3-9807404-7-1.
- Die Verwandlung der Welt. Eine Geschichte des 19. Jahrhunderts. Beck, München 2009, ISBN 978-3-406-58283-7; 6. Aufl. 2020.
- Dekolonisation. Das Ende der Imperien. Beck, München 2013, ISBN 978-3-406-65464-0.
- Die Flughöhe der Adler. Historische Essays zur globalen Gegenwart. Beck, München 2017, ISBN 978-3-406-70484-0.

Als Herausgeber:
- mit Wolfgang J. Mommsen: Imperialism and After. Continuities and Discontiuties. Allen & Unwin, London u. a. 1986, ISBN 0-04-909018-6.
- Britische Übersee-Expansion und britisches Empire vor 1840 (= Arbeitskreis Deutsche England-Forschung. Veröffentlichung. Band 6). Studienverlag Brockmeyer, Bochum 1987, ISBN 3-88339-570-6.
- mit Wolfgang J. Mommsen: Max Weber and His Contemporaries. Allen & Unwin, London u. a. 1987, ISBN 0-04-301262-0.
- mit Wilfried Loth: Internationale Geschichte. Themen – Ergebnisse – Aussichten (= Studien zur internationalen Geschichte. Band 10). Oldenbourg, München 2000, ISBN 3-486-56487-0.
- mit Sebastian Conrad: Das Kaiserreich transnational. Deutschland in der Welt 1871–1914. Vandenhoeck & Ruprecht, Göttingen 2004, ISBN 3-525-36733-3.
- mit  Boris Barth: Zivilisierungsmissionen. Imperiale Weltverbesserung seit dem 18. Jahrhundert. UVK, Konstanz 2005, ISBN 978-3-896-69709-7.
- mit David Motadel und Christof Dejung: The Global Bourgeoisie: The Rise of the Middle Classes in the Age of Empire. Princeton University Press, Princeton, N.J., ISBN  978-0-691-19583-4.
- als Reihenherausgeber mit Akira Iriye als Set: Die Geschichte der Welt. Beck, München 2012 ff., ISBN 978-3-406-64100-8.
  - Band 1: Hans-Joachim Gehrke (Hrsg.): Die Welt vor 600. Frühe Zivilisationen. Beck, München 2017, ISBN 978-3-406-64101-5.
  - Band 2: Daniel G. König (Hrsg.): 600–1350. Geteilte Welten. Beck, München 2023, ISBN 978-3-406-64102-2.
  - Band 3: Wolfgang Reinhard (Hrsg.): 1350–1750. Weltreiche und Weltmeere. Beck, München 2014, ISBN 978-3-406-64103-9.
  - Band 4: Sebastian Conrad, Jürgen Osterhammel (Hrsg.): 1750–1870. Wege zur modernen Welt. Beck, München 2016, ISBN 978-3-406-64104-6.
  - Band 5: Emily S. Rosenberg (Hrsg.): 1870–1945. Weltmärkte und Weltkriege. Beck, München 2012, ISBN 978-3-406-64105-3.
  - Band 6: Akira Iriye (Hrsg.): 1945 bis heute. Die globalisierte Welt. Beck, München 2013, ISBN 978-3-406-64106-0.